# Домброва (Соколовський повіт)
Домброва (пол. Dąbrowa) — село в Польщі, у гміні Соколів-Підляський Соколовського повіту Мазовецького воєводства.
Населення — 86 осіб (2011).
У 1975-1998 роках село належало до Седлецького воєводства.

## Демографія
Демографічна структура станом на 31 березня 2011 року:
|          | Загалом | Допрацездатний вік | Працездатний вік | Постпрацездатний вік |
| -------- | ------- | ------------------ | ---------------- | -------------------- |
| Чоловіки | 47      | 10                 | 29               | 8                    |
| Жінки    | 39      | 9                  | 21               | 9                    |
| Разом    | 86      | 19                 | 50               | 17                   |